# Lijst van afleveringen van Coverstory
De lijst met afleveringen van de serie Coverstory.

## Serieoverzicht
| Seizoen | Afleveringen | Uitgezonden                     |
| ------- | ------------ | ------------------------------- |
| 1       | 13           | 1 november 1993-24 januari 1994 |
| 2       | 11           | 13 februari 1995-24 april 1995  |

## Afleveringen

### Seizoen 1
| Afl. | Titel                         | Regisseur         | Scenario                   | Datum            | Duur  |
| --- | ----------------------------- | ----------------- | -------------------------- | ---------------- | ----- |
| 1 | De Sluipwegen des Doods       | Bram van Erkel    | Felix Thijssen & Jelte Rep | 1 november 1993  | 55.37 |
| Journalist Herman de Graaf (Rik Launspach) doet onderzoek naar een bedrijf dat illegaal chemisch afval loost in de natuur. Marlies duikt in de zaak wanneer er een slachtoffer valt. Herman lijkt getuige te worden van de lozingen en komt om het leven bij een auto ongeluk. Berend is vastberaden het werk van Herman af te maken en zet hierbij zijn eigen leven op het spel. Want lang niet iedereen is gebaat bij diepgravend onderzoek, zoals langzaam duidelijk wordt. Met Hugo Metsers, Jaap Stobbe, Marnie Blok, Herman Vinck, John Leddy, Theo de Groot, Han Römer, Arie Kant e.v.a |                               |                   |                            |                  |       |
| 2 | De Baby van een Miljoen       | Bram van Erkel    | Felix Thijssen & Jelte Rep | 8 november 1993  | 51.39 |
| Berend ontdekt na een bezoek aan het ziekenhuis een baby bij zijn auto. Hij besluit op zoek te gaan naar de moeder. Al snel blijkt dat er iets niet klopt aan de zaak. Met Hajo Bruins, Marnie Blok, Dolf de Vries, Herbert Flack, Martine de Moor, Marie Christine de Both, Hiske van der Linden e.v.a |                               |                   |                            |                  |       |
| 3 | De Vuile Was van Ultra Rechts | Bram van Erkel    | Felix Thijssen & Jelte Rep | 15 november 1993 | 53.17 |
| Marlies werkt aan een verhaal over de NVB: de Nederlandse Volks Beweging, onder leider van de populistische en rechtse Volker (Theo Pont), die sterk tegen de immigratie is. Volker maakt duidelijk dat hij over belangrijke informatie beschikt. Berend vertrouwt het niet, zeker niet wanneer Volker hem uitdaagt te slaan en er een fotograaf klaarstaat dit vast te leggen. Wat is Volker van plan? Met Marnie Blok, Dan van Steen, Eelco Vellema, Ahmed Gölbus, Medet Kurtkaya e.a. |                               |                   |                            |                  |       |
| 4 | Oog om Oog op de Veluwe       | Bram van Erkel    | Felix Thijssen             | 22 november 1993 | 52.09 |
| Wethouder Malieveld (Hero Muller) is werkzaam binnen de zeer christelijke Veluwe en wordt op heterdaad betrapt met een pornoblaadje die hij in een kiosk heeft gestolen. Malieveld onthoudt zich van elk commentaar. Kitty reist af naar de Veluwe, zonder resultaat. Marlies wordt vervolgens op de zaak gezet en redt Malieveld ternauwernood het leven. Malieveld weet wie het op hem heeft voorzien, maar binnen de Veluwe zijn ze gewend elkaar tot de orde te roepen als deze iets misdaan hebben en er zeker geen buitenstaanders bij te halen. Wie is het? En vallen verdere acties tegen Malieveld te voorkomen? Met Kitty Courbois, Arthur Boni, Diana Dobbelman, Ab Abspoel, Jules Royaards, Han Kerckhoffs, Anita Menist & Leon Prins                         |                               |                   |                            |                  |       |
| 5 | Kinderen om te Stelen         | Jelle van Doornik | Felix Thijssen & Jelte Rep | 29 november 1993 | 51.34 |
| De criminaliteit onder jongeren is sterk toegenomen. Marlies komt bij haar onderzoek uit bij een gezin dat teruggetrokken leeft in een klein landhuis. De bendeleider (Tygo Gernandt) lijkt het gezin te onderhouden en van de eigenaresse van het landhuis is geen spoor te bekennen. Waar is ze? En wat is er aan de hand? Met Pauline Greidanus, Barbara Gozens, Dunya Khayame, Herman Bolten, Titus Boonstra, e.v.a. |                               |                   |                            |                  |       |
| 6 | Geritsel in de Kampong        | Jelle van Doornik | Felix Thijssen & Jelte Rep | 6 december 1993  | 50.18 |
| Een oud Indiëganger (Eric van der Donk) zegt belastend bewijs te hebben dat miljonair en weldoener Sjoerd de Valk (Eric Schneider) wapens van het Nederlands leger tijdens de oorlog in voormalig Nederlands-Indië heeft verkocht aan de nationalisten. Berend en Marlies proberen via andere kanalen te achterhalen of het waar is, want het is juridisch en journalist zeer wankel terrein. Wanneer dit nergens toe lijkt te leiden kiezen Berend en Marlies voor een middel dat buiten de journalistieke codes lijkt in te gaan. Met Edmond Classen, Anis de Jong, Marnie Blok, Roos Ouwehand, Renate Henoch en Kim Muller |                               |                   |                            |                  |       |
| 7 | De Mafia als Huisbaas         | Jelle van Doornik | Felix Thijssen & Jelte Rep | 13 december 1993 | 50.05 |
| Een echtpaar (Rick Nicolet & Michiel Kerbosch) wordt gedwongen hun huis te verlaten. Zij zoeken contact met Marlies in de hoop dat ze met rust worden gelaten. Echter voert het verhaal alleen maar de druk op en het echtpaar noodgedwongen hun huis verlaat, wat hun zoon (Jeroen Willems) echter niet van plan is. Met Jack Vecht, Marnie Blok, Hein van der Heijden, Erik van 't Wout e.v.a |                               |                   |                            |                  |       |
| 8 | Bitter Erfgoed                | Jelle van Doornik | Felix Thijssen & Jelte Rep | 20 december 1993 | 50.22 |
| In de Achterhoek staken arbeiders nadat de weduwe (Dana Dool) van de textielfabrikant Sjaak Laban haar aandelen wil verkopen, tot diepe frustratie van haar zwager Paul (Carol van Herwijnen). Marlies en Berend vermoeden al snel dat er het een en ander stinkt aan de zaak, zoals de doodsoorzaak van Sjaak Laban. Als de weduwe plots vermoord wordt aangetroffen in haar zwembad. Met Frits Lambrechts, Henri Garcin, Luk Van Mello, Han Oldigs, Hans van den Berg, Marijke Veugelers, Halina Reijn, Paul Leussink, René Retèl, Max Teeuwisse & Freerk Bos |                               |                   |                            |                  |       |
| 9 | Komplot tegen Wilhelmina      | Bram van Erkel    | Felix Thijssen & Jelte Rep | 27 december 1993 | 50.19 |
| De redactie van de Ster krijgt explosief materiaal in handen: brieven die bewijzen dat Wilhelmina der Nederlanden voorafgaand aan de Tweede Wereldoorlog afspraken heeft gemaakt met Adolf Hitler over de capitulatie van Nederland, maar die door beperkte nakoming hebben geleid tot het Bombardement op Rotterdam. De man die deze brieven aan de Ster leverde, Bremer (Bert Luppes), moet onderduiken wanneer leden van de Oranjebrigade (Piet Römer & Hero Muller) hem het zwijgen willen opleggen. En daarbij zijn ze bereid ver te gaan. Ondertussen wordt onderzoek gedaan naar de authenticiteit van de brief. Met Sacco van der Made, Ella van Drumpt, Wim van Rooij, Joekie Broedelet, Renée Fokker, Lies de Wind, Johan Sirag, Jet de Jong & Jan Paul Kuijper |                               |                   |                            |                  |       |
| 10 | Band voor het Leven           | Jelle van Doornik | Felix Thijssen & Jelte Rep | 3 januari 1994   | 50.36 |
| Op de redactie wordt een videoband bezorgt met daarop een oproep van een vrouw (Kika Mol) die zegt ontvoerd te zijn. Al snel wordt duidelijk dat zij de echtgenote is van zeepfabrikant John van Lierop (Hans Dagelet), die echter niet direct staat te springen om aandacht voor de zaak. Van Lierop regelt een ontmoeting met de afpersers voor de overdracht van het losgeld, waarbij schoten worden gelost. Met Eloud Smit, Ivo ten Hagen, Hajo Bruins, Maarten Ooms, Esgo Heil, Katja Schuurman, Jesse Faber, Han Römer, Ella van Drumpt, Vastert van Aardenne, e.v.a |                               |                   |                            |                  |       |
| 11 | Losgeld Gezocht               | Jelle van Doornik | Felix Thijssen & Jelte Rep | 10 januari 1994  | 50.36 |
| Berend vermoedt dat Van Lierop met opzet de ontvoerder Wolsius heeft doodgeschoten omdat deze te veel wist van zwartgeld transacties en dat Van Lierop het losgeld (500.000 gulden) achterover heeft gedrukt. En zo heeft hij ook zijn vermoedens waarom de videoband naar de Ster is gestuurd. Samen met Marlies zet hij een riskante val voor Van Lierop in werking. Met Hans Dagelet, Hajo Bruins, Kika Mol, Ella van Drumpt, Jesse Faber, Han Römer, e.v.a |                               |                   |                            |                  |       |
| 12 | Een Valse Lady                | Bram van Erkel    | Felix Thijssen & Jelte Rep | 17 januari 1994  | 50.08 |
| Een dure viool (de Lady Quincy) wordt binnenkort geveild. De redactie wordt getipt dat de viool vals is en Marlies gaat direct op onderzoek uit. Samen met Berend ontdekt ze dat er meer speelt binnen het veilinghuis dat de viool gaat veilen, met dodelijke gevolgen. Met Aus Greidanus, Sigrid Koetse, Karel Deruwe, Caya de Groot, Ann Hasekamp, Joost Prinsen, Jaap van Donselaar, Marieke de Kruijf, Annemarie Wisse, Alexander van Heteren & Arnold Troostwijk |                               |                   |                            |                  |       |
| 13 | Berend op de Buis             | Bram van Erkel    | Felix Thijssen & Jelte Rep | 24 januari 1994  | 49.59 |
| Nadat Marlies op de stoel van hoofdredacteur is gaan zitten (ter vervanging van Armand) gaat Berend een eigen Talkshow presenteren. Hij wordt door zijn eerste gast al snel aan het denken gezet over zijn toekomst. Marlies onderzoekt identiteitsfraude en komt tegenover een tegenstander te staan die zich niet zomaar gewonnen geeft. Met Hein Boele, David Palffy, Maggie Meijer, Griete van den Akker, Freek van Muiswinkel, Alexander van Heteren, Marieke de Kruijf, Beer Dzialiner, Valentijn Ouwens & Bert Buitenhuis |                               |                   |                            |                  |       |

### Seizoen 2
| Afl. | Nr.     | Titel                | Regisseur         | Scenario                   | Datum            | Duur  |
| --- | ------- | -------------------- | ----------------- | -------------------------- | ---------------- | ----- |
| 1 | 2.01/14 | Premiejagers         | Jelle van Doornik | Felix Thijssen & Jelte Rep | 13 februari 1995 | 48.28 |
| Marlies en Berend reizen af naar Antwerpen om een reeks auto diefstallen op te lossen. Al gauw wordt duidelijk dat de zaak ingewikkelder is dan ze denken: de daders zijn uit op de vindersloon die de verzekering uitkeert. De daders lijken hierdoor niet aan te pakken. Of toch wel? Met Ruurt de Maesschalck, Hajo Bruins, Jules Croiset, Karla Wierenga, Khaldoun Alexander Elmecky, Wim T. Schippers, Bert Bunschoten, e.v.a |         |                      |                   |                            |                  |       |
| 2 | 2.02/15 | Spoor van Verderf    | Erik van 't Wout  | Felix Thijssen & Jelte Rep | 20 februari 1995 | 49.54 |
| Berend ontdekt dat een vriend van hem (Bert Geurkink) informatie verzwijgt over vervuilde grond en gaat zelf op onderzoek uit. Tijdens het onderzoek beland hij in een politiecel. Ondertussen rijdt Cindy af naar haar geboortedorp, waar ze getuige wordt van hevige protesten tegen de bouwplannen met als bestemming de mooie natuur. Waarom moet de natuur het veld ruimen in plaats van het lelijke, onbemande terrein achter de golfbaan? Samen met Marlies ontdekt ze dat daar niet zomaar voor gekozen is. Met Kees Coolen, Arnold Gelderman, Peer Mascini, Trudi Klever, Caroline Almekinders, Stefan Stasse, e.v.a                                        |         |                      |                   |                            |                  |       |
| 3 | 2.03/16 | De Nieuwe Generaties | Jelle van Doornik | Felix Thijssen & Jelte Rep | 27 februari 1995 | 50.26 |
| Een Turks meisje (Reyhan Erdogan) wordt ontvoerd en dreigt te worden uitgehuwelijkt. Marlies bijt zich vast in de zaak. Voor haar gevoel heeft ze zelf dat meisje kunnen zijn, maar blijft ze daardoor wel objectief? Met Oya Capelle-Karisman, Ergun Simsek, Koksal Nurdogan, Yalcin Ozum, Marloes van den Heuvel, e.v.a |         |                      |                   |                            |                  |       |
| 4 | 2.04/17 | Zwart Geld           | Erik van 't Wout  | Felix Thijssen & Jelte Rep | 6 maart 1995     | 50.21 |
| Berend doet onderzoek naar zwart geld, de directie van de CASU bank wast probleemloos geld wit voor iedereen die goed betaald. Hij ontdekt, met behulp van Dennis, hoe de lijnen lopen, maar loopt langzaam in de gaten en verdwijnt plotseling van de aardbodem. Met Henk van Ulsen, Bram van der Vlugt, Jack Monkau, Rolf Leenders, Ronald Beer, Peter Sonneveld, e.v.a |         |                      |                   |                            |                  |       |
| 5 | 2.05/18 | Niet Aanwezig        | Erik van 't Wout  | Felix Thijssen & Jelte Rep | 13 maart 1995    | 50.04 |
| Marlies en Dennis zijn op zoek naar Berend, die nog steeds spoorloos is. Ze vrezen het ergste als alle wegen doodlopen. Ondertussen is Cindy een man op het spoor die mensen met veel geweld van hun kostbaarheden beroofd. Met Henk van Ulsen, Bram van der Vlugt, Hajo Bruins, Aus Greidanus jr., Wannie de Wijn, Elly Weller, Ella Snoep, Piet Hendriks, Coby Timp, e.v.a. |         |                      |                   |                            |                  |       |
| 6 | 2.06/19 | Onder de Leveden     | Jelle van Doornik | Felix Thijssen & Jelte Rep | 20 maart 1995    | 50.56 |
| Berend's ontvoerder (Nico Schaap) wordt opgepakt maar van Berend zelf ontbreekt nog steeds ieder bewijs en ook op de plek waar de ontvoerder hem heeft achtergelaten is hij niet te vinden. Wat niemand weet is dat Berend, ziek door het feit dat hij nog geen Insuline heeft gespoten, leeft bij een groep Nomaden, die van hun terrein dreigen te worden ontheemd, waar Berend een goed verhaal in ziet. Met Hajo Bruins, Ruurt de Maesschalck, Wim van den Heuvel, Hein van der Heijden, Hein Boele, Eelco Vellema, Devika Strooker, Ben Ramakers, e.v.a |         |                      |                   |                            |                  |       |
| 7 | 2.07/20 | Lucky Number         | Casper Verbrugge  | Felix Thijssen & Jelte Rep | 27 maart 1995    | 51.23 |
| Vier studenten (Roef Ragas, Victor Reinier, Eric Corton & Coen van Vlijmen) hebben een paard gekocht en zijn op weg grof geld te verdienen met paardenraces. Echter is de concurrentie moordender dan gedacht. Ondertussen dient er zich langzaam een nieuwe dreiging aan voor de Ster. Met Luk Van Mello, Carol van Herwijnen, Huib Broos, Rik Van Uffelen, Wim van den Heuvel, Tabe Bas, Toine Rongen, Jaap Postma, Linda de Wolf & Leendert Jansen |         |                      |                   |                            |                  |       |
| 8 | 2.08/21 | Wilde Beesten        | Casper Verbrugge  | Felix Thijssen & Jelte Rep | 3 april 1995     | 49.55 |
| Veearts Bart Koeman (Marcel Musters) wordt belaagd voor de deur van zijn huis door leden van de hormonenmaffia. Koeman is lid van een opsporingsdienst die onderzoek doet naar illegale hormonenhandel. Berend gaat samen met Koeman en de politie op zoek naar de daders, waarna er bij Koeman thuis een gijzeling ontstaat. Met Rik Van Uffelen, Wim van den Heuvel, Joop Wittermans, Hidde Maas, Har Smeets, Johan Ooms, Ottolien Boeschoten, e.v.a. |         |                      |                   |                            |                  |       |
| 9 | 2.09/22 | De Veilige Haven     | Casper Verbrugge  | Felix Thijssen & Jelte Rep | 10 april 1995    | 51.57 |
| De dood van hun vader en zoon Robbert (Rik Van Uffelen) slaat bij Marlies en Cornelis in als een bom. Cindy en Berend ontdekken een mysterieus virus dat huishoudt in een AZC. Met Wim van den Heuvel, Ruurt de Maesschalck, Theo Pont, René Retèl, Oda Spelbos, Isa Hoes, Khadija Osman Adar, Abshir Mohamud Ali Guleed, Mohammed Ali, Ahmed Abdillai, Arthur Boni, e.v.a. |         |                      |                   |                            |                  |       |
| 10 | 2.10/23 | Pechvogel            | Jelle van Doornik | Felix Thijssen & Jelte Rep | 17 april 1995    | 50.07 |
| Berend krijgt een scoop in handen: de Russische crimineel Branislav "Branie" Tesjkov (Yascha Musatov) wil de ex cipier Sanne Bierma (Gerard Thoolen) liquideren. Bierma heeft zich echter vastgeketend tegenover de gevangenis waar Branie vastzit en is niet van plan zich door Branie te laten liquideren, totdat blijkt dat Branie een slim plan heeft voorbereid en ontsnapt. Met Jaap Spijkers, Loes Wouterson, Rick Nicolet, Freark Smink, Pier van Brakel, Ruurt de Maesschalck, Dick Woudenberg, Leonid Vlasov, Vitali Oussavanov, e.v.a. |         |                      |                   |                            |                  |       |
| 11 | 2.11/24 | Dolk in de Rug       | Jelle van Doornik | Felix Thijssen & Jelte Rep | 24 april 1995    | 49.21 |
| Armand is terug als hoofdredacteur. Berend en Marlies worden in het diepste geheim getipt door een ambtenaar (Eddie Brugman) op het Ministerie van Defensie, die zegt dat kamerlid Gellinghuis (Edwin de Vries), die de gedroomde lijsttrekker is voor zijn partij spion zou zijn voor de CIA. Berend en Marlies publiceren dit verhaal, waarna de politie op de stoep staat en Armand in juridische gijzeling nemen totdat deze de bron onthuld. Hij houdt zijn kaken op elkaar. Waarna Berend en Marlies op zoek gaan naar de waarheid in de zaak. Met Geert Lageveen, Esther Roord, Marjorie Boston, Serge-Henri Valcke, Fred Velle, Evert van der Meulen, e.v.a. |         |                      |                   |                            |                  |       |